# Det franske ostindiske kompagni
Det franske Ostindiske kompagni (fransk: Compagnie française des Indes orientales) var et fransk handelsselskab stiftet i 1664 for at konkurrere med det britiske og det nederlandske ostindiske kompagni.
Selskabet blev udtænkt og planlagt af finansminister Jean Baptiste Colbert og iværksat af kong Ludvig XIV for at drive handel på den østlige halvkugle. Den første generaldirektør var François Caron, som havde arbejdet 30 år for Det nederlandske Ostindiske kompagni, herunder 20 år i Japan.
Det franske Ostindiske kompagni mislykkedes i bestræbelserne på at grundlægge en koloni på Madagaskar, men oprettede havne på de nærliggende øer Bourbon og Île-de-France (senere Réunion og Mauritius). I 1719 var selskabet aktivt i Indien, men det nærmede sig konkurs. Samme år blev det underlagt John Law sammen med andre handelskompagnier for at danne Compagnie Perpétuelle des Indes. Selskabet genvandt sin selvstændighed i 1723.
Da det mogulske kejserrige stod for fald, bestemte franskmændene sig for at gå ind i Indiens politiske affærer for at beskytte sine interesser, herunder ved at indgå alliancer med lokale ledere i Sydindien. Fra 1741 fulgte franskmændene under generalguvernør Joseph François Dupleix en aggressiv linje mod inderne og briterne, indtil de blev nedkæmpet af Robert Clive.
Kompagniet var ikke i stand til at holde sig gående uden økonomisk støtte og blev nedlagt i 1769, få år før den franske revolution. Flere indiske handelshavne, herunder Pondicherry og Chandernagore, forblev under fransk kontrol indtil 1949.